# 道の駅めぐみ白山
道の駅めぐみ白山（みちのえきめぐみはくさん）は、石川県白山市宮丸町にある国道8号の道の駅である。

## 概要
当初の名称は「道の駅白山」として整備を開始。2014年度（平成26年度）には重点道の駅の候補として選定されたものの選考外となった。その後、新たな名称を公募して、「道の駅めぐみ白山」を正式名称として決定。2018年（平成30年）4月27日に開業した。

## 施設
- 駐車場 226台[7]
  - 普通車：190台[6]
  - 大型車：32台[6]
  - 身障者用：4台[6]
- トイレ 32器
- 休憩コーナー
- 地場産品売場（農産物直売所、9:30 - 18:00）[6] - 松任市農業協同組合（JA松任）・白山農業協同組合（JA白山）の共同運営[7][11]。
- レストラン
  - 風土ぴあ（10:00 - 18:00、食事は16時まで） - ハチバンが運営[12][13]。
  - 喜色食堂（10:00 - 16:00）[6][11]
- 観光情報コーナー（9:30 - 18:00）
  - 西日本旅客鉄道（JR西日本）白山総合車両所・金沢総合車両所（松任本所）、北陸鉄道鶴来検車区（石川線鶴来駅に隣接）の各車両基地を紹介する「鉄道のまち白山コーナー」を併設[7]。
- EV急速充電器 2台
- 緑地広場

### 管理団体
- 設置者：白山市
- 指定管理者：株式会社めぐみ白山[14]

## 休業日
- 年末年始（12月31日 - 1月4日）[6]
  - 1月3日・1月4日は特別営業あり[6]。

## 交通
- 国道8号 - 登録路線
- 北陸自動車道美川ICより約10分。
- 北陸自動車道白山ICより約15分。

オープン当初は北陸鉄道（北鉄バス）とめぐーる（コミュニティバス）が乗り入れていたが、2019年（平成31年）3月31日で北鉄バスの停留所が廃止された。2023年3月1日から運賃無料の「ラン♪ＲＵＮ♪ＢＵＳ」の乗り入れが開始されたが、半年の8月31日に廃止された。2024年3月13日から「トレインパーク白山」へのシャトルバスの運行を開始した。
- 松任駅より西ルート
- 美川駅より西ルート・中央病院ルート（いずれも日曜日・祝日・年末年始は運休）
- トレインパーク白山（水曜日運休）